# Andrews Cargo Module
Andrews Cargo Module var ett föreslaget obemannat "lastskepp" som skulle leverera 3,7 ton förnödenheter till ISS. Farkosten skulle skjutas upp med den föreslagna Hercules-raketen.
Farkosten bestod av följande delar: en Service Module, en trycksatt (PCM) eller icke trycksatt lastmodul (UCM) och en återinträdeskapsel.
Konceptet deltog i NASA:s COTS "tävling", men förlorade mot SpaceXs, Dragon och Orbital Sciences, Cygnus.